# Гале (Империја)
Гале је насеље у Италији у округу Империја, региону Лигурија.
Према процени из 2011. у насељу је живело 13 становника. Насеље се налази на надморској висини од 591 м.